# Stefán Karl Stefánsson
Stefán Karl Stefánsson (Hafnarfjörður, 10 luglio 1975 – Reykjavík, 21 agosto 2018) è stato un attore e cantante islandese, noto al pubblico principalmente per aver interpretato il personaggio Robbie Rancido nella serie televisiva per bambini Lazy Town.

## Biografia
Stefan Karl è nato nel 1975 in una famiglia della classe operaia nel villaggio di Hafnarfjörður in Islanda. Ha studiato varie attività artistiche e sportive come voce baritonale, scherma, Tap dancing, danza moderna, commedia dell'arte, pianoforte, fisarmonica e batteria. Oltre all'islandese parlava anche l'inglese.
Il 29 dicembre 2002 ha sposato l'attrice islandese Steinunn Ólína Þorsteinsdóttir con la quale ha avuto quattro figli.
Inoltre è stato uno dei fondatori dell'organizzazione senza scopo di lucro Rainbow Children in Islanda, che raccoglie fondi di beneficenza contro il bullismo infantile, un'organizzazione che si è diffusa in Canada e negli Stati Uniti.

### Carriera
Poco dopo la laurea della scuola di recitazione dell'Accademia islandese delle Arti a Reykjavík si è iscritto al National Theatre of Iceland, dove presto sarà elogiato dalla critica e dal pubblico come uno degli attori più versatili della generazione del nuovo millennio.
Come attore comico è stato invitato a recitare il ruolo principale nella produzione teatrale originale di Lazy Town, in cui ha creato il personaggio di Robbie Rancido e, quando la commedia è stata trasformata in una serie televisiva, è stato l'ovvia scelta per la stessa parte, in riconoscimento del suo contributo allo straordinario successo. Il cattivo interpretato da Stefan Karl è stato determinante per la serie e il successo ottenuto, e gli ha fatto vincere numerosi premi tra cui un EMIL Award, l'EDDA Award, le nomination agli Emmy Award e, in particolare, due nomination ai BAFTA Award nel Regno Unito oltre ad aver vinto il BAFTA Award 2006.
Come attore al National Theatre Stefan Karl ha anche eccelso in una varietà di parti di personaggi classici e contemporanei, come il ruolo principale nel Cyrano De Bergerac, o il cantante e ballerino Cosmo Brown in Singin 'in the Rain, il regista Lloyd Douglas in Noises Off e Puck in Midsummer Night's Dream. Per una stagione Stefan Karl è stato preso in prestito dal Reykjavík City Theatre, per recitare in Little Shop of Horrors come il protagonista dentista (oltre a interpretare dieci diversi ruoli secondari). Attivo in campo teatrale anche negli Stati Uniti, ha interpretato il Grinch in cinque tour del musical Dr. Seuss' How The Grinch Stole Christmas! The Musical tra il 2008 e il 2015.
Nella sua carriera Stefán Karl ha creato una serie di personaggi divertenti ed eccentrici, come il cantante gay nella popolare commedia islandese Stella Runs for Office, e un'enorme galleria di personaggi comici diversi per l'annuale show di fine anno Eve Comedy Hour-Variety Show su RUV-TV. Si può comunque affermare che tutti questi strambi personaggi sono stati abilmente riuniti in uno solo, Robbie Rancido.

### Malattia e morte
Nell'ottobre 2016 l'attore comunica che gli è stato diagnosticato un colangiocarcinoma. Tramite la popolarità assunta a fine anno con la canzone We Are Number One, da Lazy Town, raccoglie oltre 100000 $ per pagare le cure tramite un sito di donazioni. Il 26 giugno 2017 è stato rivelato dalla moglie su Facebook che le sue condizioni sono peggiorate drasticamente, portando il cancro a diventare terminale. L'11 agosto dello stesso anno l'attore comunica all'emittente radiofonica islandese Rás 1 che è libero dalle metastasi, grazie a un intervento avvenuto in giugno, ma di non volersi sottoporre a terapie adiuvanti, in particolare la chemioterapia, in quanto dichiara che avrebbero un leggero impatto sul percorso terapeutico ma un forte impatto sul suo benessere fisico.
Il 10 marzo 2018 comunica sul suo account di Twitter che la malattia è tornata, e questa volta è impossibile operarla. Nell'aprile dello stesso anno decide di sospendere la chemioterapia che nel frattempo aveva ripreso per cercare di allungare la sua aspettativa di vita.
Stefan muore il 21 agosto 2018 a soli 43 anni. La sua morte viene annunciata dalla moglie su Facebook.

## Influenza culturale
Stefàn Karl Stefànsonn ha riscosso molta ammirazione sull'Internet, a tal punto che la sua morte scatenò una depressione mondiale con tutti coloro che l'avevano mai conosciuto. Tutto il mondo gli ha portato rispetto, ed ogni iterazione del personaggio "Robbie Rotten" viene associata alla sua memoria.